# Население Вьетнама

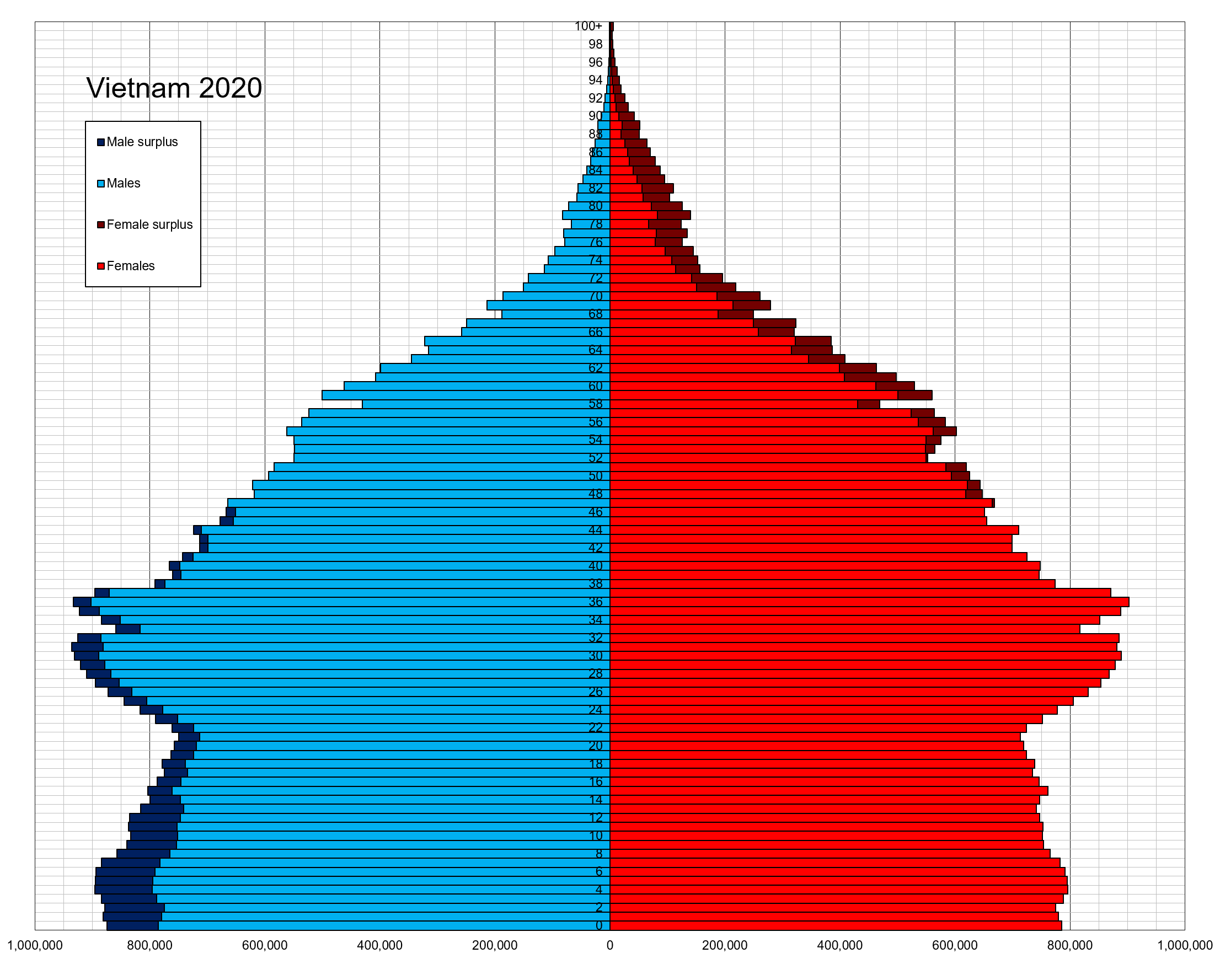
Возрастно-половая пирамида населения Вьетнама на 2020 год

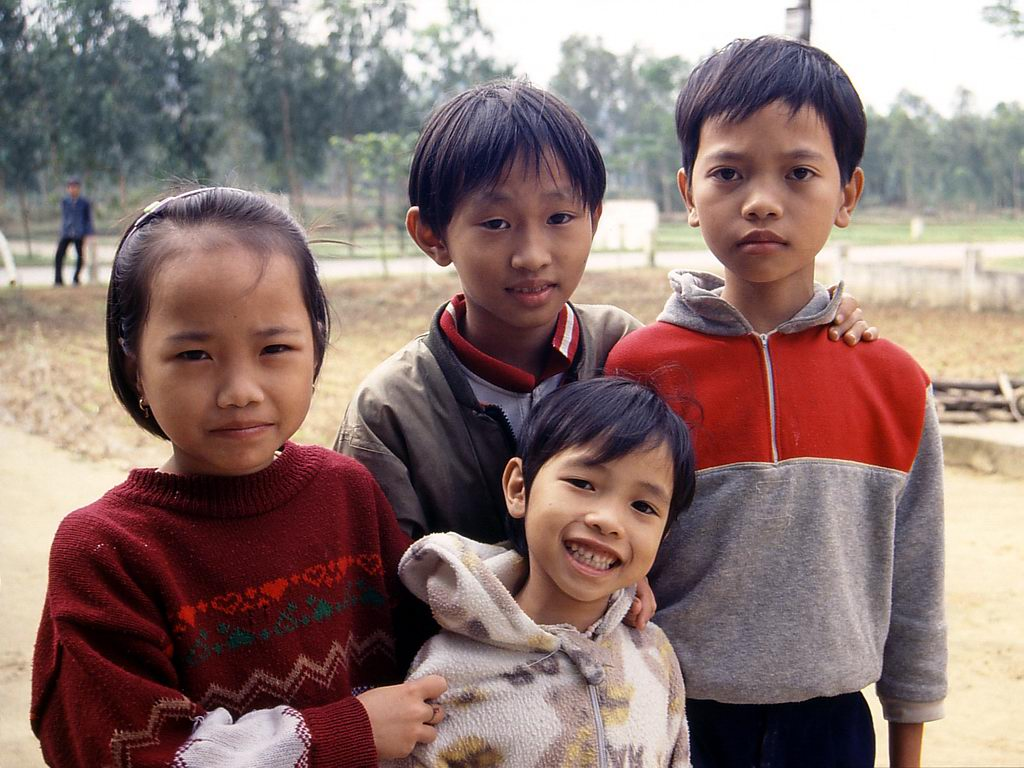
Дети в Центральном Вьетнаме

Население Вьетнама — статистические демографические данные о населении Вьетнама, включая плотность населения, национальный состав, уровень образования и здоровья, экономический статус, религиозные воззрения и подобные данные.
Первые вьетнамцы появились между современным Гуанчжоу и долиной реки Хонгха. Вьеты (кинь) — титульный народ современного Вьетнама, они говорят на вьетнамском языке, ставшем государственным, и оказывают основное влияние на культурную и политическую картину в стране.
Последняя перепись была проведена в 2019 году. Согласно ей, в стране живёт 96 208 984 человек, из них 48 327 923 женщины (50.2 %) и 47 881 061 мужчины (49.8 %); городское население составляет 33 059 735 человек (34.4 %), сельское — 63 149 249 (65.6 %).

## Население

### ООН
Данные ООН на 2010 год.
|      | Всего население, тыс. | В возрасте 0—14 лет, проценты | В возрасте 15—64 лет, проценты | Старше 65 лет, проценты |
| ---- | --------------------- | ----------------------------- | ------------------------------ | ----------------------- |
| 1950 | 28 264                | 31,9                          | 63,9                           | 4,2                     |
| 1955 | 31 329                | 35,6                          | 60,1                           | 4,3                     |
| 1960 | 35 173                | 40,1                          | 55,5                           | 4,4                     |
| 1965 | 39 885                | 44,1                          | 51,3                           | 4,6                     |
| 1970 | 44 928                | 44,2                          | 50,9                           | 4,8                     |
| 1975 | 49 896                | 42,9                          | 52,3                           | 4,8                     |
| 1980 | 54 023                | 40,7                          | 54,3                           | 4,9                     |
| 1985 | 60 307                | 39,4                          | 55,7                           | 4,9                     |
| 1990 | 67 102                | 38,0                          | 57,0                           | 5,0                     |
| 1995 | 74 008                | 36,5                          | 58,4                           | 5,1                     |
| 2000 | 78 758                | 32,1                          | 62,3                           | 5,6                     |
| 2005 | 83 161                | 27,3                          | 66,8                           | 5,9                     |
| 2010 | 87 100                | 23,8                          | 69,4                           | 6,8                     |

## Данные по рождаемости и смертности
1 ноября 2013 родился 90-миллионный гражданин страны — событие было отмечено музыкальным фестивалем.

### ООН
Данные ООН на 2010 год.
| Период | Рождённых живыми за год | Умерших за год | Сальдо    | CBR1 | CDR1 | NC1  | TFR1 — русский перевод: суммарный коэффициент рождаемости | IMR1  |
| --- | ----------------------- | -------------- | --------- | ---- | ---- | ---- | --------------------------------------------------------- | ----- |
| 1950-1955 | 1 335 000               | 722 000        | 613 000   | 44,8 | 24,2 | 20,6 | 6,20                                                      | 157,9 |
| 1955-1960 | 1 533 000               | 764 000        | 769 000   | 46,1 | 23,0 | 23,1 | 6,76                                                      | 143,7 |
| 1960-1965 | 1 732 000               | 790 000        | 942 000   | 46,2 | 21,0 | 25,2 | 7,33                                                      | 130,3 |
| 1965-1970 | 1 798 000               | 790 000        | 1 009 000 | 42,4 | 18,6 | 23,8 | 7,38                                                      | 117,8 |
| 1970-1975 | 1 853 000               | 859 000        | 994 000   | 39,1 | 18,1 | 21,0 | 7,15                                                      | 118,4 |
| 1975-1980 | 1 797 000               | 760 000        | 1 036 000 | 34,6 | 14,6 | 20,0 | 5,89                                                      | 97,6  |
| 1980-1985 | 1 952 000               | 630 000        | 1 322 000 | 34,1 | 11,0 | 23,1 | 4,93                                                      | 70,0  |
| 1985-1990 | 2 000 000               | 574 000        | 1 425 000 | 31,4 | 9,0  | 22,4 | 3,96                                                      | 54,8  |
| 1990-1995 | 1 929 000               | 484 000        | 1 444 000 | 27,3 | 6,9  | 20,4 | 3,23                                                      | 37,9  |
| 1995-2000 | 1 448 000               | 441 000        | 1 007 000 | 19,0 | 5,8  | 13,2 | 2,18                                                      | 29,2  |
| 2000-2005 | 1 392 000               | 425 000        | 967 000   | 17,2 | 5,3  | 11,9 | 1,93                                                      | 23,1  |
| 2005-2010 | 1 472 000               | 448 000        | 1 024 000 | 17,2 | 5,2  | 12,0 | 1,89                                                      | 20,4  |
| 1 CBR = общий коэффициент рождаемости (на 1000); CDR = общий коэффициент смертности (на 1000); NC = естественный прирост (на 1000); TFR = суммарный коэффициент рождаемости (среднее число детей, рождённых женщиной на протяжении её жизни); IMR = младенческая смертность на 1000 рождённых |                         |                |           |      |      |      |                                                           |       |

### Рождаемость, смертность и плодовитость
Данные на 2011 год — предварительные.
|      | Общий коэффициент рождаемости | Общий коэффициент смертности | Естественный прирост | Общий коэффициент плодовитости |
| ---- | ----------------------------- | ---------------------------- | -------------------- | ------------------------------ |
| 2001 | 18,6                          | 5,1                          | 13,5                 | 2,25                           |
| 2002 | 19,0                          | 5,8                          | 13,2                 | 2,28                           |
| 2003 | 17,5                          | 5,8                          | 11,7                 | 2,12                           |
| 2004 | 19,2                          | 5,4                          | 13,8                 | 2,23                           |
| 2005 | 18,6                          | 5,3                          | 13,3                 | 2,11                           |
| 2006 | 17,4                          | 5,3                          | 12,1                 | 2,09                           |
| 2007 | 16,9                          | 5,3                          | 11,6                 | 2,07                           |
| 2008 | 16,7                          | 5,3                          | 11,4                 | 2,08                           |
| 2009 | 17,6                          | 6,8                          | 10,8                 | 2,03                           |
| 2010 | 17,1                          | 6,8                          | 10,3                 | 2,00                           |
| 2011 | 16,6                          | 6,9                          | 9,7                  | 1,99                           |

Численность населения, согласно ЦРУ.
| 1950 | 28264000 |
| 1960 | 35173000 |
| 1970 | 44928000 |
| 1980 | 54023000 |
| 1990 | 67102000 |
| 2000 | 78758000 |
| 2010 | 87100000 |

## Народы

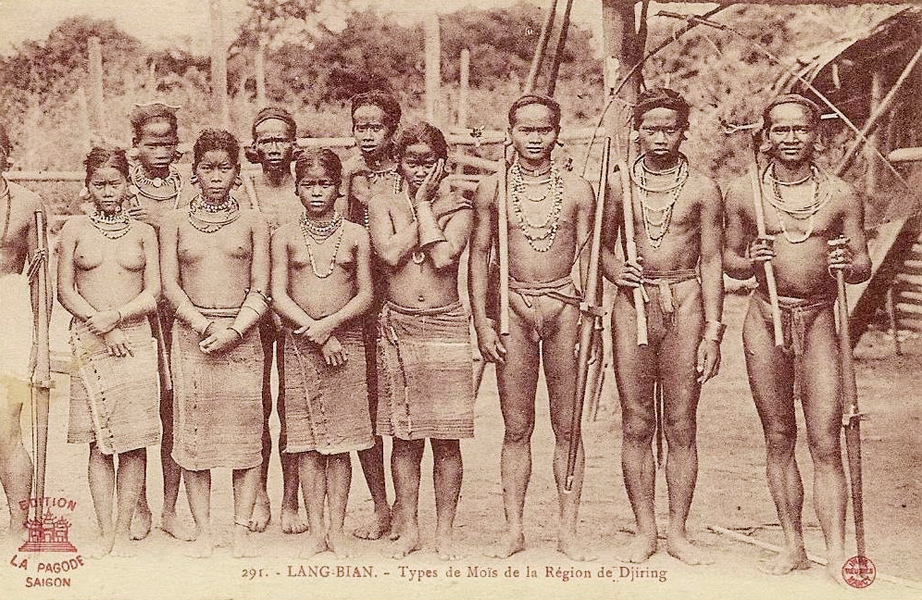
Тхыонги (начало XX века)

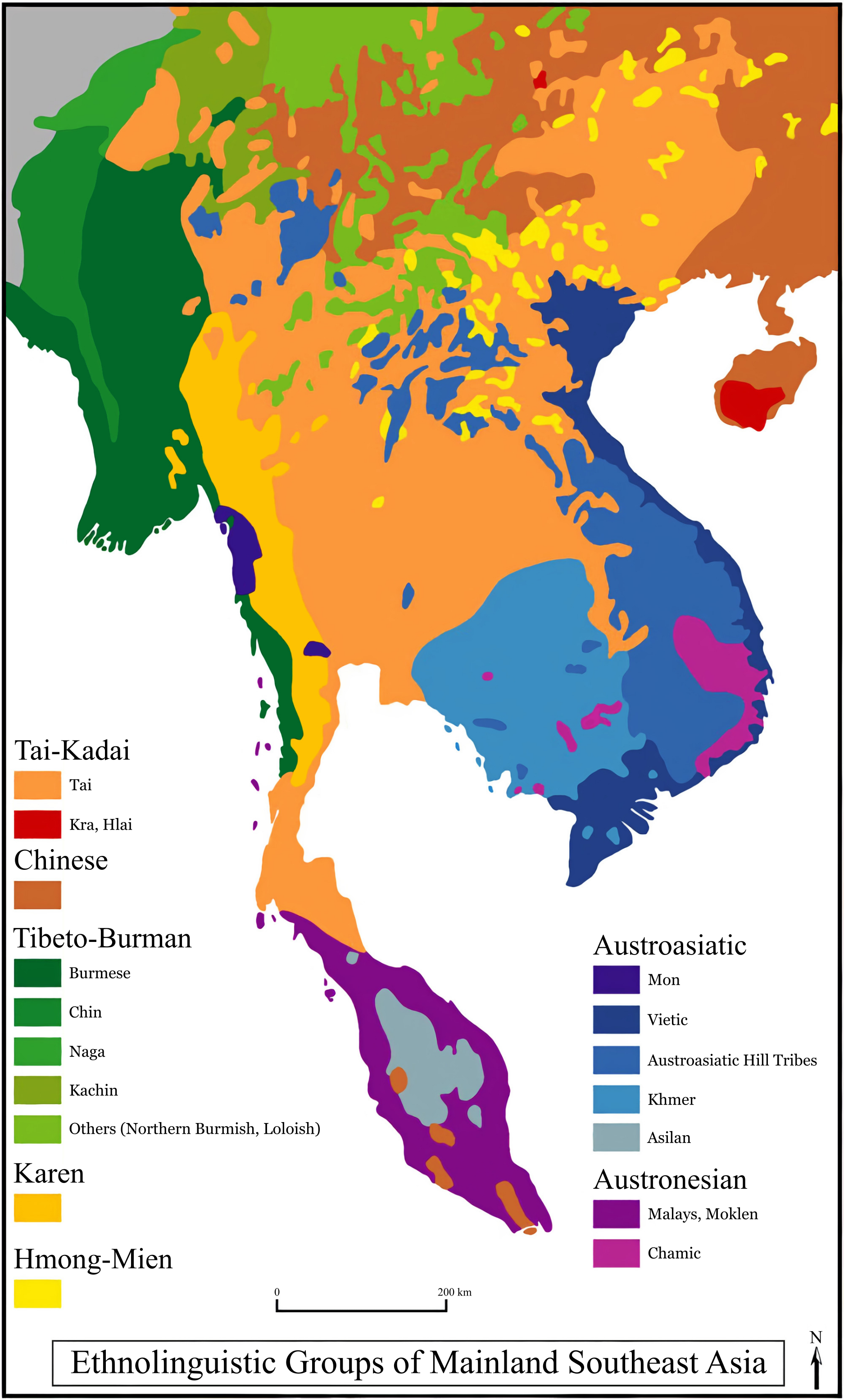
Этнолингвистические группы материковой части Юго-Восточной Азии

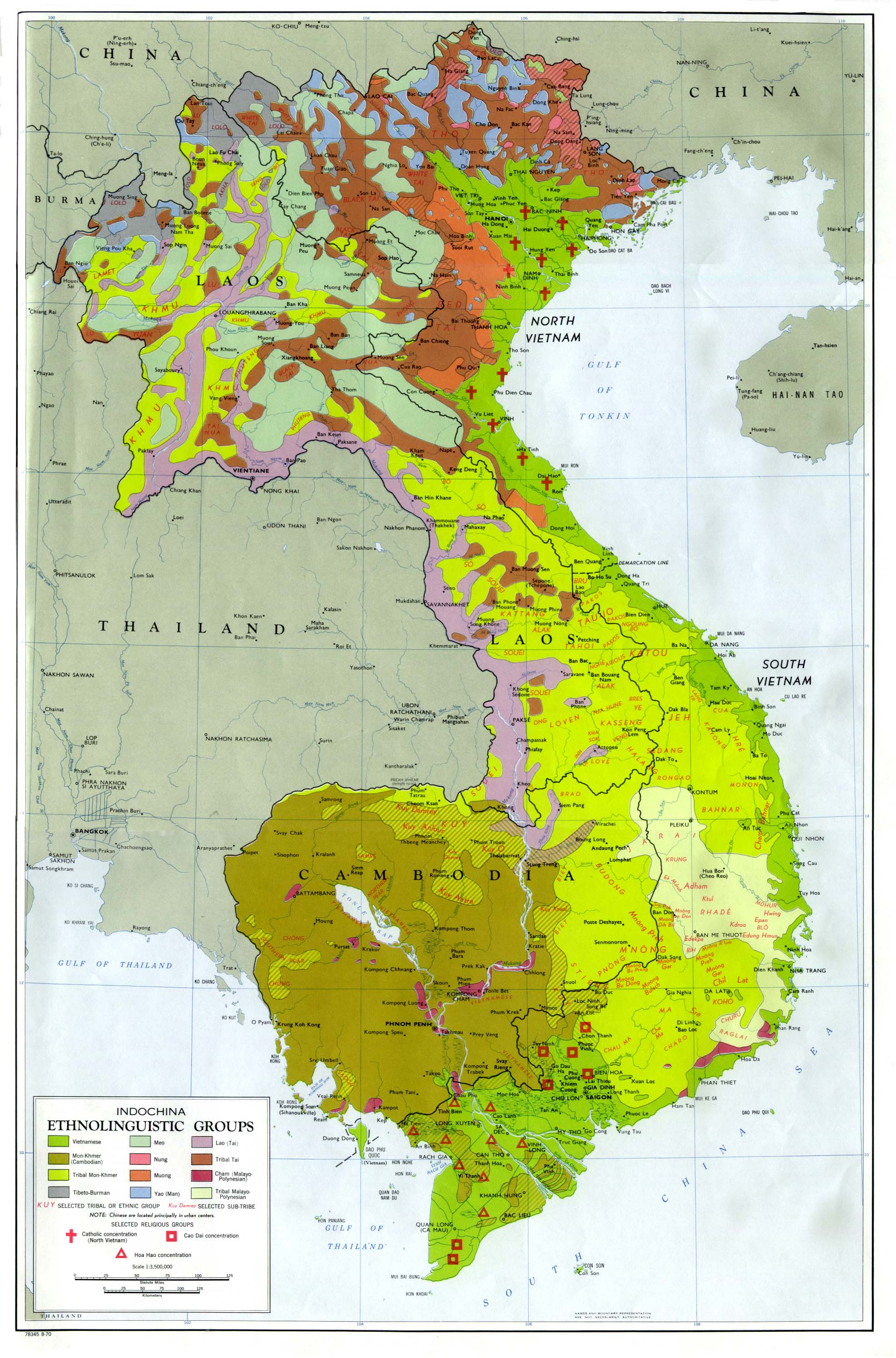
Этнолингвистическая карта Индокитая 1970 г. Примечание: ситуация с картой в настоящее время изменилась из-за внутренней миграции.

Вьетнамское правительство признаёт 54 народности, из которых крупнейшей является кинь (вьеты), составляющая 86 % населения. Вьеты населяют менее половины территории страны, однако это самые плодородные земли Вьетнама. Вьеты составляют большинство населения во всех провинциях Вьетнама, кроме Дьенбьен, Лайтяу, Лаокай, Йенбай, Хазянг, Туенкуанг, Каобанг, Лангшон, Баккан, Шонла, Хоабинь и Контум.
На юге страны проживают кхмер-кром, населяющие дельту Меконга. В некоторых регионах они составляют большинство сельского населения. Кхмеры живут в этих местах с того времени, когда эти места были частью Камбоджи. Имеются сведения о том, что кхмеры подвергаются дискриминации и насильной вьетнамизации. Официально во Вьетнаме живёт 1,3 миллиона кхмеров, однако имеются данные о том, что на самом деле их до 7 000 000.
Во Вьетнаме также живёт около миллиона китайцев, хотя отношения правительств двух стран охладели в Советско-китайский раскол и накалились во время войны с режимом Пол Пота, вызвавшей войну с Китаем.
Центральные равнины населены народами, известными как дегары (монтаньяры) или тхыонги, это около 30 народностей малайско-полинезийского и мон-кхмерского происхождения.
Другие крупные меньшинства — тямы, населявшие сильную когда-то империю Тямпа, хмонги и тайские народы, таи.

## Язык

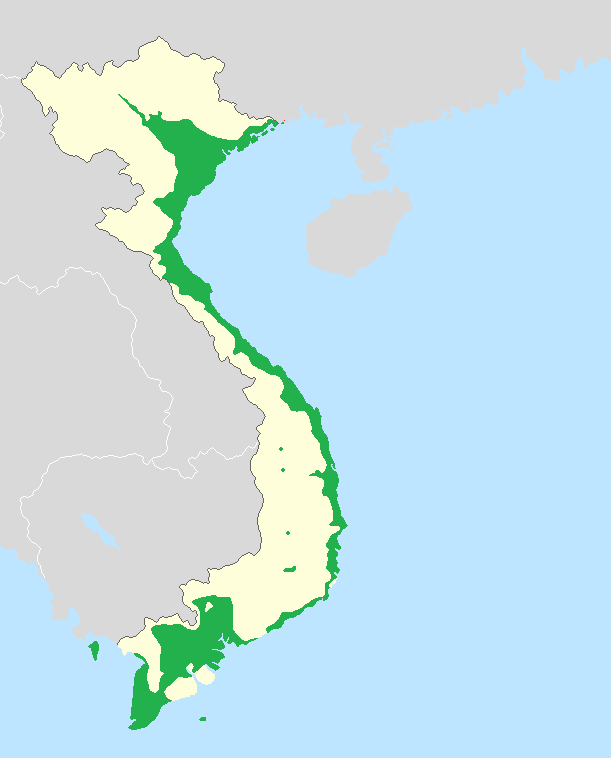
Районы Вьетнама с преобладанием вьетнамского языка

Государственным языком страны является вьетнамский — на нём говорят 65,8 миллионов жителей страны.

## Религия
Согласно некоторым данным, основной религией страны является буддизм, который исповедуют 85 % населения. За ним идёт христианство с 8 %.
- Буддизм, 85 %[16][17];
  - атеизм/смесь религий, 80 %;
  - хоа-хао, 3 %;
  - тхеравада, 2 %;
- христианство, 8 %;
  - католицизм, 7 %;
  - протестантизм, 1 %;
- каодай, 3 %;
- прочие, 4 %.

Другие же данные свидетельствуют о том, что более 80 % населения считают себя атеистами. С этой точки зрения Вьетнам является одной из наименее религиозных стран мира.
- Атеизм, 80,8 %[19];
- буддизм, 9,3 %;
- христианство, 7,2 %;
  - католицизм, 6,7 %;
  - протестантизм, 0,5 %;
- хоа-хао, 1,5 %;
- каодай, 1,1 %.

## Данные Всемирной книги фактов ЦРУ
Нижеприведённые данные взяты из Всемирной книги фактов ЦРУ.
Рождается 1,07 мальчиков на одну девочку. К возрасту 15 лет на 1,08 мальчиков приходится одна девочка. До 64 лет соотношение — 0,98 к 1, после 65 лет — 0,63 к 1. В совокупности на 1 женщину приходится 0,98 мужчин.
Ожидаемая продолжительность жизни — 71,33 года (68,52 для мужчин и 74,33 для женщин).
94 % граждан Вьетнама старше 14 лет грамотны (96,9 % мужчин и 91,9 % женщин).

## Эмиграцияиэкспатриация
Коэффициент миграции населения Вьетнама на 2011 год составил − 0,4 мигрантов на 1000 человек. На 2011 год, население вьетнамской диаспоры в 102 государствах и территориях составляло более 3,5 миллионов человек. По данным на 2012 год — уже более 4 млн человек в 103 государствах и территориях. Основную часть вьетнамской диаспоры составляют вьеткьеу — этнические вьеты, проживающие вне границ Вьетнама.